# Dan zahvalnosti
 Dan zahvalnosti (eng. Thanksgiving) državni je blagdan koji se slavi na različite datume u Sjedinjenim Američkim Državama, Kanadi, Grenadi, Svetoj Luciji i Liberiji. Započeo je kao dan zahvale i žrtve za blagoslov žetve i prethodne godine. Festivalski praznici sličnog naziva javljaju se u Njemačkoj i Japanu. Dan zahvalnosti slavi se drugog ponedjeljka u listopadu u Kanadi i četvrtog četvrtka u studenom u Sjedinjenim Državama i otprilike u istom dijelu godine u drugim mjestima. Iako Dan zahvalnosti ima povijesne korijene u vjerskim i kulturnim tradicijama, dugo se slavi i kao svjetovni praznik.

## Povijest
Molitve zahvale i posebne ceremonije zahvale uobičajene su u gotovo svim religijama nakon žetve ili drugim vremenima. Povijest Dana zahvalnosti u Sjevernoj Americi ukorijenjena je u engleskim tradicijama koje datiraju iz protestantske reformacije. Također ima aspekte festivala žetve, iako se žetva u Novoj Engleskoj događa mnogo prije datuma kasnog studenog na koji se slavi moderni praznik Dana zahvalnosti.
U engleskoj tradiciji dani zahvalnosti i posebne vjerske službe postale su važne tijekom engleske reformacije za vrijeme vladavine Henrika VIII i kao reakcija na veliki broj vjerskih praznika u katoličkom kalendaru. Prije 1536. postojalo je 95 crkvenih praznika, plus 52 nedjelje, kada su ljudi morali ići u crkvu i ne ići na posao i ponekad plaćati skupe proslave. Reforme iz 1536. smanjile su broj crkvenih blagdana na 27, ali neki su puritanci željeli eliminirati sve crkvene blagdane, uključujući Božić i Uskrs. Blagdani su trebali biti zamijenjeni posebno nazvanim Dani posta ili Dani zahvalnosti, kao odgovor na događaje koje su puritanci smatrali djelima posebne providnosti. Neočekivane katastrofe ili prijetnje osudom s visine zahtijevale su Dane posta. Posebni blagoslovi, za koje se smatra da dolaze od Boga, održavani su na Dane zahvalnosti. Na primjer, Dani posta sazvani su zbog suše 1611., poplava 1613. i kuge 1604. i 1622. godine. Dani zahvalnosti sazivani su nakon pobjede nad Španjolskom Armadom 1588. i nakon oslobođenja kraljice Ane 1705. Neobičan godišnji Dan zahvalnosti započeo je 1606. nakon neuspjeha barutne zavjere 1605. i razvio se u Dan Guya Fawkesa 5. studenoga.

### U Kanadi
Prema nekim povjesničarima, prva proslava Dana zahvalnosti u Sjevernoj Americi dogodila se tijekom putovanja Martina Frobishera iz Engleske 1578. u potrazi za Sjeverozapadnim prolazom. Drugi istraživači, međutim, navode da "ne postoji uvjerljiva priča o podrijetlu kanadskog Dana zahvalnosti".
Podrijetlo kanadskog Dana zahvalnosti također se ponekad može povezati uz francuske doseljenike koji su došli u Novu Francusku u 17. stoljeću, koji su slavili svoju uspješnu žetvu. Francuski doseljenici u tom području obično su pripremali gozbe na kraju sezone žetve. Nastavili su se tijekom cijele zimske sezone, čak i dijeleći hranu s autohtonim narodima tog područja.
Kako su doseljenici stigli u Novu Škotsku iz Nove Engleske nakon 1700. godine, kasnojesensko slavlje Dana zahvalnosti postalo je uobičajeno. Novi imigranti u zemlji, kao što su Irci, Škoti i Nijemci, također su dodali svoje vlastite tradicije proslava žetve. Većina američkih aspekata Dana zahvalnosti (kao što je puretina) uključena je kada su lojalisti Ujedinjenog Carstva počeli bježati iz Sjedinjenih Država tijekom Američke revolucije i nastanili se u Kanadi.

### U Sjedinjenim Američkim Državama
Hodočasnici i puritanci koji su emigrirali iz Engleske 1620-ih i 1630-ih ponijeli su tradiciju Dana posta i Dana zahvalnosti sa sobom u Novu Englesku. Moderna tradicija blagdana zahvalnosti potječe od dobro zabilježenog događaja iz 1619. u Virginiji i slabo dokumentirane proslave 1621. u Plymouthu u današnjem Massachusettsu. Dolazak 38 engleskih doseljenika 1619. u Berkeley Hundred u okrugu Charles City u Virginiji, završio je vjerskim slavljem kako je diktirala povelja grupe iz London Company, koja je zahtijevala "da dan dolaska naših brodova na mjesto bude određeno... u zemlji Virginiji će se svake godine i zauvijek svetiti kao dan zahvale Svemogućem Bogu." Plymouthska gozba i zahvala 1621. bili su potaknuti dobrom žetvom. Hodočasnici su to proslavili s Indijancima, koji su im pomogli da prebrode prethodnu zimu dajući im hranu u to doba oskudice.
U ranoj povijesti Nove Engleske održano je nekoliko dana Dana zahvalnosti koji su identificirani kao "Prvi Dan zahvalnosti", uključujući hodočasničke praznike u Plymouthu 1621. i 1623. te puritanski praznik u Bostonu 1631. Prema povjesničaru Jeremyju Bangsu, ravnatelju Muzeja američkih hodočasnika u Leidenu, na hodočasnike je možda utjecalo gledanje godišnjih službi Dana zahvalnosti za ublažavanje opsade Leidena 1574., dok su boravili u Leidenu. Sada nazvan Oktober Feest, Leidenova jesenska proslava zahvalnosti 1617. bila je povod za sektaške nemire koji su, čini se, ubrzali planove hodočasnika da emigriraju u Ameriku.
Kasnije su u Massachusettsu, vjerske službe zahvale proglasili civilni čelnici poput guvernera Bradforda, koji je planirao proslavu zahvalnosti i gozbu u koloniji 1623. U kasnim 1630-ima, Pequot su bili okrivljeni za ubojstvo bijelca, što je dovelo do toga da su kolonizatori spalili sela Pequota i ubili one koji nisu stradali u požarima. Stotine Pequota je ubijeno, što je navelo guvernera Bradforda da proglasi da će na Dan zahvalnosti od tada slaviti "krvavu pobjedu, zahvaljujući Bogu što je bitka dobivena". Praksa održavanja godišnjeg festivala žetve nije postala redovita stvar u Novoj Engleskoj sve do kasnih 1660-ih.
Proglase za Dan zahvalnosti uglavnom su donosili crkveni čelnici u Novoj Engleskoj do 1682., a zatim i državni i crkveni čelnici sve do nakon Američke revolucije. Tijekom revolucionarnog razdoblja politički utjecaji utjecali su na izdavanje proglasa za Dan zahvalnosti. Kraljevski guverneri, ali i domoljubni vođe, poput Johna Hancocka, generala Georgea Washingtona i Kontinentalnog kongresa, zahvaljivali su Bogu za događaje pogodne za njihove ciljeve. Kao predsjednik Sjedinjenih Američkih Država, George Washington proglasio je prvu nacionalnu proslavu zahvalnosti u Americi obilježavajući 26. studenoga 1789., "kao dan javne zahvale i molitve, koji se obilježava priznavanjem zahvalnim srcima brojnim i signalizirajućim naklonostima Svemogućeg Boga".

#### Rasprava o prvim proslavama nacije
Pitanje gdje je prvi Dan zahvalnosti održan u Sjedinjenim Američkim Državama bilo je predmet spora, prvenstveno između Nove Engleske i Virginije. Pitanje se kompliciralo konceptom Dana zahvalnosti kao blagdanske proslave ili vjerske službe. James Baker tvrdi: "Pravo porijeklo američkog praznika bio je kalvinistički Dan zahvalnosti u Novoj Engleskoj. Nikada nisu spojene sa subotnjim misama, puritanske svetkovine bile su posebni dani odvojeni tijekom tjedna za zahvalu i hvalu kao odgovor na Božju providnost.” Baker raspravu naziva "burom u loncu" i "čudesnom glupošću" na temelju regionalnih tvrdnji. Međutim, dan zahvalnosti koji je posebno kodificiran u osnivačkoj povelji Berkeley Hundred 1619. bio je ključan u pokušaju predsjednika Johna F. Kennedyja da postigne kompromis između regionalnih zahtjeva, izdavanjem Proklamacije 3560 5. studenoga 1963., u kojoj se navodi: "Prije tri stoljeća naši su preci u Virginiji i Massachusettsu, daleko od kuće u samotnoj divljini, odvojili vrijeme zahvalnosti. Na određeni dan pobožno su zahvalili za njihovu sigurnost, za zdravlje svoje djece, za plodnost svojih polja, za ljubav koja ih je povezivala i za vjeru koja ih je sjedinila s njihovim Bogom.”
Druge tvrdnje uključuju raniju vjersku službu španjolskih istraživača u Teksasu u San Elizariju 1598. Povjesničari Robyn Gioia i Michael Gannon sa Sveučilišta u Floridi tvrde da je najraniju službu Dana zahvalnosti u današnjim Sjedinjenim Državama španjolska zajednica proslavila 8. rujna 1565. u današnjem Saint Augustinu na Floridi.

### Određivanje datuma

#### Kanada
Ranije proslave Dana zahvalnosti u Kanadi pripisane su ranijoj zimi na sjeveru, čime je sezona žetve ranije završila. Dan zahvalnosti u Kanadi nije imao fiksni datum sve do kasnog 19. stoljeća. Prije Kanadske konfederacije, mnogi pojedinačni kolonijalni guverneri kanadskih provincija proglasili su svoje vlastite dane Dana zahvalnosti. Prvi službeni kanadski Dan zahvalnosti dogodio se 15. travnja 1872., kada je nacija slavila oporavak princa od Walesa od teške bolesti.
Do kraja 19. stoljeća Dan zahvalnosti obično se slavio 6. studenoga. U kasnom 19. stoljeću, Milicija je organizirala "lažne bitke" za javnu zabavu na Dan zahvalnosti. Milicija je agitirala za raniji termin praznika, kako bi toplije vrijeme iskoristili za veće gužve. Međutim, kada je završio Prvi svjetski rat, praznik Dana primirja obično se održavao tijekom istog tjedna. Kako bi spriječio da se dva praznika međusobno preklope, 1957. godine kanadski je parlament proglasio Dan zahvalnosti koji se obilježava na sadašnji datum drugog ponedjeljka u listopadu.

#### Sjedinjene Američke Države
Dan zahvalnosti u Sjedinjenim Američkim Državama obilježava se na različite datume. Od vremena osnivanja do Lincolna, datum obilježavanja razlikovao se od države do države. Posljednji četvrtak u studenom postao je uobičajeni datum u većini američkih država do početka 19. stoljeća, poklopio se i na kraju zamijenio praznik Dana evakuacije (u spomen na dan kada su Britanci napustili Sjedinjene Države nakon Građanskog rata). Moderni Dan zahvalnosti proglasio je za sve države 1863. Abraham Lincoln. Pod utjecajem Sarah Josepha Hale, koja je pisala pisma političarima otprilike 40 godina zagovarajući službeni praznik, Lincoln je proglasio nacionalni Dan zahvalnosti za posljednji četvrtak u studenome, izričito u slavlje blagodati koje su se nastavile u Uniji i vojnim uspjesima u ratu, a također i izričito u "poniznoj pokornosti za našu nacionalnu izopačenost i neposlušnost". Zbog građanskog rata koji je bio u tijeku, proslava Dana zahvalnosti u cijeloj zemlji nije održana sve dok obnova nije dovršena 1870-ih.
Dana 31. listopada 1939. predsjednik Franklin D. Roosevelt potpisao je predsjedničku proklamaciju kojom se iz poslovnih razloga praznik mijenja na predzadnji četvrtak u studenom. Dana 26. prosinca 1941. potpisao je zajedničku rezoluciju Kongresa kojom se nacionalni Dan zahvalnosti mijenja na četvrti četvrtak u studenom.
Od 1971. godine, kada je na snagu stupio američki Uniform Monday Holiday Act, američko obilježavanje Kolumbovog dana poklapa se s kanadskim obilježavanjem Dana zahvalnosti.

## Obilježavanje

### Australija
Na australskom vanjskom teritoriju otoka Norfolk, Dan zahvalnosti slavi se posljednje srijede u studenom, slično kao što se slavio u Americi prije Drugoga svjetskog rata posljednjeg četvrtka u mjesecu. To znači da se obilježavanje na otoku Norfolk održava dan prije ili šest dana nakon obilježavanja u Sjedinjenim Državama. Praznik je na otok donesen posjetima američkih kitolovaca.

### Brazil
U Brazilu je nacionalni Dan zahvalnosti ustanovio predsjednik Gaspar Dutra, Zakonom 781 iz 17. kolovoza 1949., na prijedlog veleposlanika Joaquima Nabuca, koji je bio oduševljen komemoracijama koje je 1909. vidio u katedrali sv. Patrika kao veleposlanik u Washingtonu. Godine 1966. Zakonom 5110 utvrđeno je da će se proslava Dana zahvalnosti održati četvrtog četvrtka u studenom. Ovaj datum slave mnoge obitelji američkog podrijetla, neke protestantske kršćanske denominacije, kao što su Evangelička luteranska crkva Brazila (koja je američkog podrijetla), Prezbiterijanska crkva, Baptistička crkva, Metodistička crkva i Crkva sv. Nazarećanina i metodističkih denominacijskih sveučilišta. Taj dan slave i evangeličke crkve kao što je Foursquare Gospel Church u Brazilu.

### Kanada
Dan zahvalnosti ( franc. l'Action de grâce), koji se slavi drugog ponedjeljka u listopadu, godišnji je kanadski blagdan kojim se zahvaljuje na kraju sezone žetve. Iako se u izvornom aktu Sabora spominje Bog i da se blagdan slavi u crkvama, blagdan se uglavnom slavi na svjetovni način. Dan zahvalnosti je zakonski praznik u svim provincijama u Kanadi, osim u New Brunswicku i Novoj Škotskoj. Iako obrti mogu ostati otvoreni u tim provincijama, blagdan se ipak prepoznaje i slavi bez obzira na svoj status.

### Grenada
Na zapadnoindijskom otoku Grenadi, na Karibima, postoji nacionalni praznik poznat kao Dan zahvalnosti koji se slavi 25. listopada. Iako nosi isto ime i slavi se otprilike u isto vrijeme kao i američka i kanadska verzija Dana zahvalnosti, ovaj praznik nije povezan ni s jednom od tih proslava. Umjesto toga, praznik obilježava godišnjicu invazije na otok pod vodstvom SAD-a 1983., kao odgovor na smjenu i pogubljenje socijalističkog premijera Grenade Mauricea Bishopa kojeg je pogubila vojna vlada iz njegove vlastite stranke.

### Liberija
U zapadnoafričkoj državi Liberiji, Dan zahvalnosti slavi se prvog četvrtka u studenom. Tamošnja tradicija Dana zahvalnosti ukorijenjena je u osnivanju nacije kao kolonije Američkog kolonizacijskog društva 1821. od strane slobodnih obojenih ljudi iz Sjedinjenih Država. Iako je priznat u cijeloj zemlji, Dan zahvalnosti prakticiraju uglavnom Amerikanci-Liberanci, potomci izvornih afroameričkih doseljenika Liberije.

### Nizozemska
Mnogi od hodočasnika koji su migrirali na plantažu Plymouth živjeli su u gradu Leidenu od 1609. do 1620. i zabilježili su svoja rođenja, vjenčanja i smrti u Pieterskerku (crkvi sv. Petra). U spomen tome, svake se godine ujutro na američki Dan zahvalnosti u Pieterskerku, gotičkoj crkvi u Leidenu, održava služba Dana zahvalnosti koja nije denominacija, uz prisjećanje gostoprimstva koje su hodočasnici dobili u Leidenu na putu u Novi svijet.
Ortodoksne protestantske crkve u Nizozemskoj obilježavaju Dan zahvalnosti prve srijede u studenom. To nije državni praznik. Oni koji slave dan ili idu u crkvu navečer ili uzimaju slobodan dan i idu u crkvu ujutro (a ponekad i poslijepodne).

### Filipini
Filipini, dok su bili američka kolonija u prvoj polovici 20. stoljeća, slavili su Dan zahvalnosti kao poseban državni praznik na isti dan kao i Amerikanci. Tijekom japanske okupacije tijekom Drugog svjetskog rata, i Amerikanci i Filipinci slavili su Dan zahvalnosti u tajnosti. Nakon povlačenja Japana 1945., tradicija se nastavila sve do 1969. godine. Oživio ga je predsjednik Ferdinand Marcos, ali je datum promijenjen tako da bude svakog 21. rujna, kada je u zemlji uvedeno izvanredno stanje. Nakon Marcosovog svrgavanja 1986., tradicija se više nije nastavila, zbog kontroverznih događaja koji su se dogodili tijekom njegove duge uprave.
Od 2020. Dan zahvalnosti ponovno je oživljen kao komercijalni i kulturni praznik, iako mu je oduzet službeni status. SM Supermalls prednjačio je u sporom oživljavanju Dana zahvalnosti na isti dan kao i u SAD-u, kao u stara vremena. Mnogi trgovački centri i hoteli nude posebne rasprodaje na ovaj dan, što je dio duge proslave Božića na Filipinima, koja počinje u rujnu (za razliku od Crnog petka u Sjedinjenim Državama).

### Ruanda
Nazvan Dan Umuganure, ovo je festival Dana zahvalnosti koji obilježava početak žetve u Ruandi. Obilježava se prvog petka u kolovozu.

### Sveta Lucija
Narod Svete Lucije slavi Dan zahvalnosti prvog ponedjeljka u listopadu.

### Sjedinjene Američke Države
Dan zahvalnosti, koji se slavi četvrtog četvrtka u studenom od 1941., godišnja je tradicija u Sjedinjenim Američkim Državama po predsjedničkom proglašenju od 1863. i državnim zakonodavstvom od osnivača Sjedinjenih Država. Tradicionalno, Dan zahvalnosti proslava je blagoslova godine, uključujući žetve. Na Dan zahvalnosti, uobičajeno je da Amerikanci dijele obiteljski obrok, prisustvuju crkvenim službama i gledaju posebne sportske događaje. Osim toga, Dan zahvalnosti slavi se na javnim mjestima s paradama kao što su Macy's Thanksgiving Parade u New Yorku, ABC Dunkin' Donuts Parada za Dan zahvalnosti u Philadelphiji, America's Hometown Parade Dana zahvalnosti u Plymouthu u Massachusettsu, McDonald's Parada zahvalnosti u Chicagu, i Bayou Classic Parada zahvalnosti u New Orleansu. Ono što Amerikanci nazivaju "sezonom odmora" općenito počinje s Danom zahvalnosti. Prvi dan nakon Dana zahvalnosti, Crni petak,  označava početak božićne kupovne sezone.

## Praznici sličnog naziva

### Njemačka
Festival zahvalnosti žetve, Erntedankfest, popularni je njemački kršćanski festival prve nedjelje u listopadu. Festival ima značajnu vjersku komponentu, a mnoge crkve su ukrašene jesenskim usjevima. Ponegdje se održavaju vjerske procesije ili parade. Mnogi bavarski festivali piva, poput minhenskog Oktoberfesta, održavaju se u blizini Erntedankfesta.

### Japan
Dan zahvalnosti rada (jap. 勤労感謝の日, transl. Kinrō Kansha no Hi) državni je praznik u Japanu. Održava se svake godine 23. studenoga. Zakon o uspostavljanju praznika, koji je donesen tijekom američke okupacije nakon Drugoga svjetskog rata, navodi ga kao prigodu obilježavanja rada i proizvodnje i međusobnog zahvaljivanja. Ima korijene u drevnoj šintoističkoj ceremoniji žetve (Niiname-sai (新嘗祭)).

### Ujedinjeno Kraljevstvo
Žetveni festival zahvalnosti nema službeni datum u Ujedinjenom Kraljevstvu; međutim, tradicionalno se održava na ili blizu nedjelje žetvenog mjeseca koji se pojavljuje najbliže jesenskom ekvinociju. Dan zahvalnosti žetve u Britaniji također ima pretkršćanske korijene kada su Sasi nudili prvi snop ječma, zobi ili pšenice bogovima plodnosti. Kad bi se žetva konačno sakupila, zajednice bi se okupile na žetvenoj večeri. Kada je kršćanstvo stiglo u Britaniju, mnoge su tradicije ostale, a danas Festival žetve obilježavaju crkve i škole krajem rujna/početkom listopada (isto kao Kanada) pjevanjem, molitvom i ukrašavanjem košara s hranom i voćem kako bi se proslavila uspješna žetva i zahvala. Obično se prikuplja hrane koja se potom daje lokalnim dobrotvornim organizacijama koje pomažu beskućnicima i onima kojima je potrebna.

## Vanjske poveznice
- Thanksgiving na Curlie